# Iban Mayo Díez
Iban Mayo Díez (Igorre, 19 d'agost de 1977) és un ciclista basc, professional entre 2000 i 2007, i caracteritzat per les seves qualitats com a escalador. El major èxit de la seva carrera va ser la victòria aconseguida en l'etapa del Tour de França 2003 amb final a Aup d'Uès.

## Biografia
Va debutar com a professional en el conjunt Euskaltel-Euskadi el 2000 i ja el 2001, tot i que es va quedar fora de l'equip per córrer el Tour, va realitzar una molt bona temporada a França, on va començar a mostrar les seves bones qualitats com a escalador, guanyant una etapa en el Dauphiné Libéré i la classificació general del Midi Libre, a més de la Clàssica dels Alps. L'any següent va quedar 5è en la classificació general de la Volta a Espanya, demostrant que també era un candidat a la victòria en Grans Voltes per etapes.
El 2003 va aconseguir guanyar el pròleg i la quarta etapa de la Dauphiné i dues etapes i la general en la Volta al País Basc. En el Tour de França es va produir la seva millor actuació i el que fins al moment és considerat la principal fita de la seva carrera, ja que va guanyar la 8a etapa, amb final a Aup d'Uès i va acabar la ronda francesa al 6è lloc de la classificació general.
Entre maig i juny de 2004 va guanyar la Clàssica d'Alcobendas, la Pujada al Naranco, la Volta a Astúries, ratxa que va acabar amb el triomf en dues etapes i la general del Dauphiné, una prova considerada generalment preparatòria per al Tour, quedant per davant de ciclista de gran renom com Lance Armstrong, entre d'altres. En la cronoescalada que finalitzava en el mític Mont Ventoux va aconseguir derrotar Armstrong per 2 minuts de diferència, trencant a més el record de temps d'ascensió a l'esmentat cim. Va arribar al Tour de França com un dels candidats a destronar Armstrong, guanyador del Tour des de 1999. Tanmateix, una caiguda al pavès de Flandes el va fer perdre molt temps, i a conseqüència de les ferides sofertes, una mononucleosi i el temps perdut en la general, va abandonar als Pirineus.
El 2005 no va ser un bon any per a Iban, encara ressentit per la seva lesió. No va realitzar una gran temporada i va quedar orfe de victòries.
El 2006 semblava que tot anava a tornar a ser com el 2005 quan en el Dauphiné va realitzar una desastrosa etapa en el Mont Ventoux, però Mayo es va refer i va realitzar dues grans etapes just després del fracàs del Ventoux quedant en 2n lloc a Briançon i guanyant l'etapa reina que finalitzava a La Toussuire; aquests resultats el van col·locar de nou entre els possibles favorits de cara al Tour de França, sobretot després del succeït en l'Operació Port, que va comportar la no participació en la ronda gal·la dels més importants candidats al triomf final. Tanmateix, Mayo no va tenir l'actuació esperada, i després de perdre més de 20 minuts en la primera etapa alpina, va abandonar l'endemà afligit de problemes de coll.
A finals de 2006 i després d'alguns enfrontaments entre el corredor i la direcció del seu equip a causa d'estar per sota el rendiment esperat, quan va arribar l'hora de renovar el contracte per l'Euskaltel, corredor i equip no van aconseguir arribar a un acord. Mayo va acabar fitxant pel Saunier Duval-Prodir en el que va córrer la temporada 2007, on guanya una etapa del Giro d'Itàlia, i realitza un molt bon Tour de França. El 30 de juliol de 2007, el seu equip anuncia que la Unió Ciclista Internacional havia confirmat el positiu per EPO de Mayo en el Tour, encara que posteriorment dues contraanàlisis van donar resultat negatiu, una cosa que el ciclista sempre va defensar, d'aquesta forma el corredor va quedar sense cap sanció. Tanmateix es realitzà una tercera contraanàlisi donant novament resultat positiu, sent apartat del seu equip Saunier Duval-Prodir, cosa que portà a la seva retirada. L'agost de 2008 el TAS va decidir a favor de l'UCI i se'l va condemnar per dos anys, anul·lant els seus resultats a partir del 31 de juliol de 2007.

## Palmarès
- 1995
  -  Campió d'Espanya de ciclocròs júnior
- 1999
  - 1r a la Volta a Zamora
  - Vencedor d'una etapa de la Volta al Bidasoa
- 2001
  - 1r al Gran Premi del Midi Libre
  - 1r a la Clàssica dels Alps
  - Vencedor d'una etapa del Critèrium del Dauphiné Libéré
- 2003
  - 1r a la Volta al País Basc i vencedor de 3 etapes
  - Vencedor d'una etapa del Tour de França
  - Vencedor de 2 etapes del Critèrium del Dauphiné Libéré
- 2004
  - 1r a la Pujada al Naranco
  - 1r a la Clàssica d'Alcobendas i vencedor de 2 etapes
  - 1r a la Volta a Astúries
  - 1r al Critèrium del Dauphiné Libéré i vencedor de 2 etapes
- 2006
  - 1r a la Volta a Burgos i vencedor d'una etapa
  - 1r a la Pujada a Urkiola
  - Vencedor d'una etapa del Critèrium del Dauphiné Libéré
- 2007
  - Vencedor d'una etapa del Giro d'Itàlia

### Resultats al Tour de França
- 2002. 88è de la classificació general
- 2003. 6è de la classificació general. Vencedor d'una etapa
- 2004. Abandona (15a etapa)
- 2005. 60è de la classificació general
- 2006. Abandona (15a etapa)
- 2007. 16è de la classificació general

### Resultats al Giro d'Itàlia
- 2007. 14è de la classificació general. Vencedor d'una etapa

### Vuelta a Espanya
- 2001. 11è de la classificació general
- 2002. 5è de la classificació general
- 2005. Abandona (5a etapa)
- 2006. 35è de la classificació general